# 乌柄碗蕨
乌柄碗蕨（学名：Dennstaedtia melanostipes）为姬蕨科碗蕨属下的一个种。

## 扩展阅读
- 維基物種上的相關：乌柄碗蕨